# El Rincón, Ixcatepec
El Rincón är en ort i Mexiko.   Den ligger i kommunen Ixcatepec och delstaten Veracruz, i den sydöstra delen av landet, 240 km nordost om huvudstaden Mexico City. El Rincón ligger 133 meter över havet och antalet invånare är 642.
Terrängen runt El Rincón är platt, och sluttar norrut. Runt El Rincón är det ganska tätbefolkat, med 72 invånare per kvadratkilometer. Närmaste större samhälle är Tantoyuca, 18,0 km väster om El Rincón. Trakten runt El Rincón består till största delen av jordbruksmark.